# 小宮紳一
小宮 紳一（1961年 - ）は、日本の実業家、編集者。

## 人物・経歴
東京都生まれ。青山学院大学大学院国際マネジメント研究科を修了。1988年、ソフトバンクに入社。パソコン雑誌、インターネット雑誌の編集長、インターネットビジネス、 モバイルビジネス、シニア系ビジネスの事業責任者を務めた。2005年 アイティメディア執行役員となる。2008年にはオーマイニュース代表取締役社長に就任した。
パソコン、インターネット、携帯電話の黎明期から発展まで実際に関わっており、特にメディアビジネスやネット等を利用した新しいマーケティング手法に対して知識と経験を備えている。
また、シニア世代の知見の活用を目的に生涯学習普及協会を設立し、代表理事に就任するとともに、シニア向けスマートフォンの開発など商品開発を手がける。
現在は、株式会社グローバルマインにて代表取締役を務め、ネットを活用したインバウンド、越境ECなどの企業活動の支援をしている。
青山学院大学非常勤講師も務める。専門はインターネットマーケティング。

## 編集長を務めた雑誌
- 『Oh! PC』
- 『PC Computing』→『PC Japan』
- 『PC Life』
- 『Oh! PCビギナーズ』
- 『暮らしとパソコン』